# Simon Peter Raben
Simon Peter Raben (født 2. oktober 1819 i Odense, død 6. februar 1907) var en dansk proprietær og politiker.
Raben, der var søn af lærer ved Borgerskolen i Odense Nis Christian Raben og Anne Cathrine Marie f. Dall, var født i Odense 2. oktober 1819. Fra 1845 ejede han en gård i Vonsild (indtil 1864 i Haderslev Amt, efter inkorporationen i Vejle Amt). Han var et virksomt dansksindet medlem (suppleant) i den slesvigske stænderforsamling i 1850'erne og begyndelsen af 1860'erne. Den nyoprettede Vonsildkreds sendte ham i 1866 til Folketinget, hvor han samme år stemte for den reviderede Grundlov og i øvrigt nærmest sluttede sig til Mellempartiet. Nøje fortrolig med nordslesvigske forhold øvede han væsentlig indflydelse på loven af 29. marts 1867 om skyldsætning af jordejendomme i de forhenværende slesvigske distrikter. I 1872 opnåede han, der kom i et mere og mere bestemt modsætningsforhold til Venstre, ikke genvalg, men i 1875 valgtes han til Landstinget, hvor han bevarede sit sæde indtil 1894 og atter indtrådte som kongevalgt i 1895. Han var her medforslagstiller til loven af 24. juli 1880 om ekstraordinære hjemstedsbeviser for personer fra de afståede hertugdømmer. I årene 1887-1894 og igen fra 1899 var han medlem af Rigsretten. Rabens hele optræden har stedse båret præg af en støt karakter og et praktisk almensind. Af hans virksomhed uden for Rigsdagen kan særlig nævnes, at han siden 1852 har været sekretær og forretningsfører i det kongelige autoriserede Skamlingsbankeselskab, og at han beklædte forskellige kommunale tillidsposter. Han var Ridder af Dannebrog.
Raben ægtede 1848 Marie Christine Aggesen, datter af degn og førstelærer i Vonsild Thomas Aggesen og Ingeborg Marie f. Kyster.